# Devils Paw
Devils Paw (anglicky „ďábelský dráp“) je 2593 metrů (podle jiných zdrojů 2616 metrů) vysoká hora na hranici mezi Aljaškou (USA) a Britskou Kolumbií (Kanada). Jako hraniční vrchol se též nazývá Boundary Peak 93. 

## Poloha
Hora se nachází 59 kilometrů severovýchodně od Juneau, hlavního města Aljašky. Devils Paw se nachází na jihovýchodě Stikine Icecap a je jejím nejvyšším bodem. Skalní masiv Devils Paw má čtyři vrcholy. Se svými skalními stěnami vyčnívá více než 900 metrů nad okolní ledovcovou krajinu. Sotva 2 kilometry západně se nachází skalní jehla Michaels Sword. Západní křídlo tvoří zdrojová oblast ledovce Hades Highway, který teče směrem na jih. Pod severním vrcholem směřuje zaledněné údolí na sever k jezeru Tulsequah a ledovci Tulsequah. 

## Prvovýstup

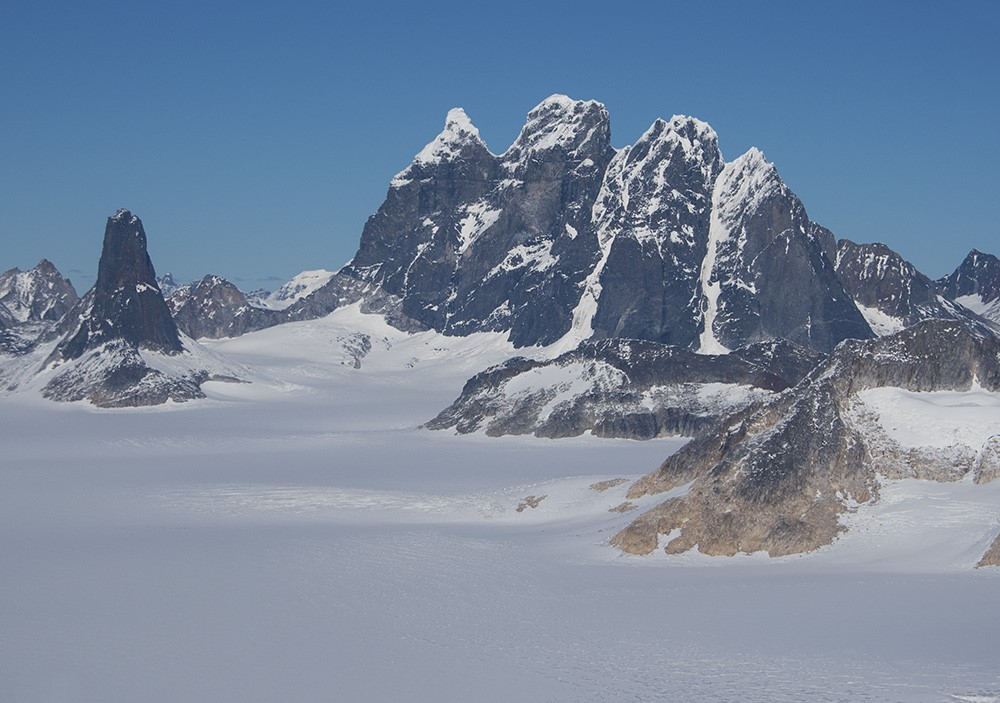
Devils Paw (vpravo) a skalní jehla Michaels Swords (vlevo)

Prvovýstup na hlavní vrchol se podařil Williamu L. Putnamovi, Davidovi Michaelovi a Andrewovi Griscomovi v červenci 1949. Jejich výstup vedl přes severovýchodní stranu hory. Skalní masiv nabízí několik náročných horolezeckých tras. Například trasa Black Roses (1000 m, 6c A1 M4) vede na severní vrchol hory. 